# Množina první kategorie
Podmnožina A topologického prostoru X se nazývá množinou první kategorie nebo množinou první Baireovy kategorie, je-li spočetným sjednocením řídkých množin.
Množina je druhé kategorie v metrickém prostoru, pokud není množinou první kategorie.

## Příklady
- Množina Q všech racionálních čísel je první kategorie v množině reálných čísel R se standardní topologií.

- Množina M těch spojitých funkcí na intervalu [0,1], které mají vlastní derivaci v alespoň jednom bodě, je první kategorie v Banachově prostoru C[0,1] všech spojitých funkcí na [0,1] se supremovou metrikou.

## Cizojazyčná terminologie
Ve francouzštině se kromě názvu ensemble de la première catégorie de Baire používá spíše ensemble maigre.
V angličtině se používají jak set of first category tak i meagre set.